# Qarvchāh-e Soflá
Qarvchāh-e Soflá (persiska: قروچاه سفلی) är en ort i Iran.   Den ligger i provinsen Västazarbaijan, i den nordvästra delen av landet, 500 km väster om huvudstaden Teheran. Qarvchāh-e Soflá ligger 1 417 meter över havet och antalet invånare är 320.
Terrängen runt Qarvchāh-e Soflá är huvudsakligen kuperad. Qarvchāh-e Soflá ligger nere i en dal. Runt Qarvchāh-e Soflá är det ganska glesbefolkat, med 50 invånare per kvadratkilometer. Närmaste större samhälle är Markhoz, 17,0 km öster om Qarvchāh-e Soflá. Trakten runt Qarvchāh-e Soflá består i huvudsak av gräsmarker.